# Антоніо Вівальді
Анто́ніо Лучіо (Лучо, Лючіо) Віва́льді (італ. Antonio Lucio Vivaldi; 4 березня 1678, Венеція, Венеційська республіка — 28 липня 1741, Відень, Габсбурзька монархія) — італійський композитор, скрипаль-віртуоз, римо-католицький священник, автор більш як сорока опер, кантат, ораторій, творець жанру сольного інструментального концерту. Вважається одним з композиторів, що почали розвивати музику барокового стилю до класицизму. За життя отримав широке визнання по всій Європі. Майстер ансамблево-оркестрового концерту — кончерто гроссо. Вівальді головно відомий завдяки своїм інструментальним концертам, особливо для скрипки. Одними з найвідоміших його робіт є чотири концерти для скрипки «Чотири пори року», що входять до циклу «Спір гармонії із винаходом».
Багато з його композицій написані для жіночого музичного ансамблю при монастирі лікарні милосердя «Оспедале делла П'єта» (італ. Ospedale della Pietà), де він був висвячений в сан католицького священника і працював в періоди з 1703 по 1715 і з 1723 по 1740 роки. Також мали успіх пишні постановки опер Вівальді у Венеції, Мантуї і Відні. Після зустрічі з імператором Карлом VI Вівальді переїхав до Відня, сподіваючись на просування по службі. Однак імператор помер незабаром після прибуття Вівальді, а сам композитор помер менш ніж через рік в злиднях і був забутий аж до ХХ ст.

## Життєпис

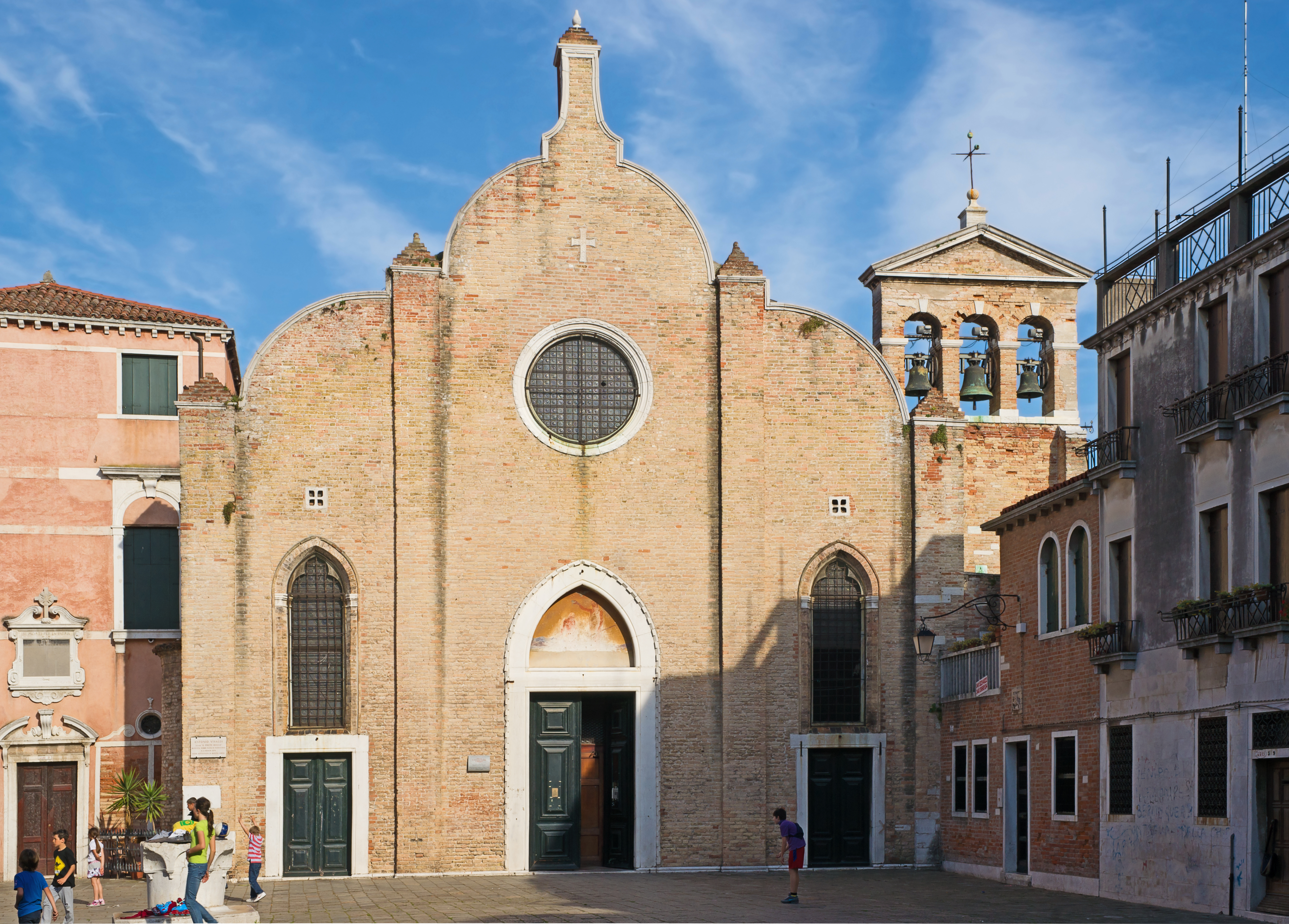
Церква Святого Іоанна в Брагорі, де у 1678 році був хрещений Антоніо Вівальді

### Походження
Антоніо Вівальді народився 4 березня 1678 року у Венеції, на той час столиці Венеційської республіки. До середини XX століття дослідниками біографії Вівальді називались різні дати народження. Виявлені у 1963 році англійським вченим Еріком Полом (англ. Eric Paul) записи церковної парафії Святого Іоанна Предтечі (Церква Сан-Джованні ін Брагора, район Кастелло) дозволили остаточно встановити дату народження композитора. Він був хрещений відразу ж після народження вдома акушеркою, яка переконала всіх, що життя немовляти було в небезпеці. Хоча невідомо напевно, але настільки швидке хрещення дитини, швидше за все, було пов'язане або з його слабким здоров'ям, або із землетрусом, якого зазнало місто того дня. Під враженням від землетрусу мати Вівальді одразу визначила майбутнє сина як священника. Офіційне хрещення Вівальді у церкві відбулося два місяці по тому.
Далекі предки Антоніо були шанованими людьми у Брешії, де у 1655 році народився і батько композитора, Джованні Баттіста (1655—1736). У десятирічному віці Джованні перебрався з матір'ю до Венеції, де навчався перукарському ремеслу. В ті часи в італійських цирульнях для зайняття вільного часу клієнтів зазвичай тримали різноманітні музичні інструменти. Джованні час від часу музикував на скрипці, а згодом повністю присвятив себе музиці.
У 1677 році Джованні оженився на Каміллі Калікчіо (1655—1728) і рік по тому у них народжується син — Антоніо. Згідно з церковними записами, у Антоніо було три сестри — Маргарита Габріела, Сесілія Марія та Жанетта Анна, і два брати — Бонавентура Томасо та Франческо Гаетано, котрі продовжили справу батька й стали невдовзі цирульниками.
У 1685 році ім'я Джованні Баттісти значилось у списку засновників музичного співтовариства «Sovvegno dei musicisti de Santa Cecilia», директором якого був відомий композитор, автор низки опер Джованні Легренці. Згодом Джованні став головним скрипалем в капелі собору Святого Марка. Примітно, що в ті роки повне ім'я Джованні Вівальді значилося як Джованні Баттіста Россі. У 1689 році було зроблено постановку опери під назвою «La Fedeltà sfortunata», що була написана Джованні Баттіста Россі, з чого можна допускати, що батько Вівальді також був композитором.

### Дитячі та юнацькі роки (1678—1703)
Про дитячі та юнацькі роки композитора та його музичну освіту є мало відомостей. Ймовірно, саме батько і став його першим музичним наставником, навчивши грі на скрипці, до якої юний композитор долучився з десяти років, і вже у 1689—1692 роках підміняв батька в капелі собору Святого Марка через його часті поїздки за межі Венеції.
Згідно з деякими джерелами, Антоніо навчався теорії музики та композиції у Джованні Легренці, але з урахуванням того, що Легренці помер у 1690 році, багато дослідників цей факт наставництва ставлять під сумнів. Хоча люксембурзький учений Волтер Колнедер відзначив вплив стилю Легренці уже в одній з перших композиторських робіт Вівальді — «Laetatus sum…» («Будемо радіти…»), написаній ним у 1691 році у віці тринадцяти років. Віртуозна гра на скрипці та відлуння у ранніх творах Антоніо музичного стилю відомого римського скрипаля Арканджело Кореллі стали причиною допущень, що, можливо, Антоніо навчався грі на скрипці у цього маестро. Однак наразі відсутні явні докази, що підтверджують це, і часова хронологія дат церковної служби Антоніо не збігається з датою ймовірного його навчання у 1703 році в Римі.
Здоров'я Вівальді було слабким — такі симптоми як «strettezza di Petto» («тиснява в грудях»), були інтерпретовані як форма астми. Хоча це й не заважало йому навчатись грі на скрипці, творити, а також брати участь в музичних заходах, але все ж не давало можливості грати на духових інструментах.

### Молоді роки (1704—1712)

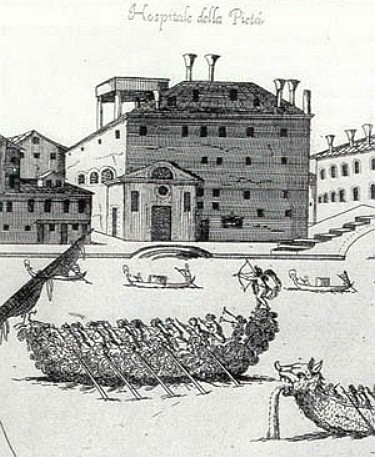
«Шпиталь милосердя» у Венеції

Служба батька в церковному соборі і контакти з духовенством вплинули на вибір подальшої кар'єри юного Антоніо. Він вирішив стати священником, і це цілком зрозуміло, тому що в Італії тих часів було звичною справою суміщення духовної та музичної кар'єр. У 1703 році Вівальді став священником, його прозвали «Червоним (Рудим) Священиком» (італ. Il prette rosso), можливо через його руде волосся, яке він успадкував від батька. Незабаром після свого висвячення у 1704 році, він отримав послаблення у проведенні Святої Меси через поганий стан здоров'я. Вівальді провів месу як священник лише декілька разів, після чого покинув свої обов'язки в церкві, хоча й залишився при цьому священнослужителем.
У вересні 1703 року Вівальді став вчителем скрипки (італ. maestro di violino) у сирітському притулку для дівчат «Шпиталі милосердя» у Венеції. Будучи, в першу чергу, відомим композитором, Вівальді в той же час вважався винятковим за виконавською віртуозністю скрипалем. Вівальді було лише 25 років, коли він почав працювати в «Шпиталі милосердя». Саме там він написав більшість своїх великих творів протягом наступних тридцяти років. У Венеції працювали чотири аналогічних заклади. Їх метою було дати притулок та освіту дітям, покинутих батьками, а також сиротам. Ці заклади фінансувались коштом Республіки. Хлопчики опановували торговельне ремесло і у віці 15 років мали покинути заклад. Дівчатка отримували музичну освіту, а найталановитіші залишались і ставали учасницями відомого оркестру та хору при «Шпиталі милосердя».
Вівальді писав концерти, кантати, а також вокальну музику на біблійні тексти для учнів. Кількість цих різноманітних творів перевищує 60: до них належать сольні співи і великомасштабні хорові твори для солістів, хору та оркестру. У 1704 році Вівальді до своїх обов'язків учителя скрипки отримав також обов'язки вчителя гри на альті. Положення маестро ді Коро, які були прийняті в свій час Вівальді, вимагали багато часу і праці. Він повинен був складати нову ораторію або концерт до кожного свята, а також навчати сиріт теорії музики та грі на певних інструментах.
Відносини Вівальді з радою директорів «Шпиталю милосердя» часто були напруженими. Рада щороку влаштовувала голосування, чи залишати його на роботі вчителем. Голосування рідко проходили одностайно; і у 1709 році його не підтримали. Через рік після служби позаштатним музикантом рада «Шпиталю милосердя» одноголосно ухвалила рішення повернути композитора назад (1711). За час річної відсутності Вівальді у раді усвідомили важливість його ролі. У 1716 році він був призначений музичним керівником «Шпиталю милосердя» і став відповідальним за всю музичну діяльність установи.
У 1705 році видавництво Джузеппе Сала у Венеції опублікувало збірку його 12 сонат, позначених опусом 1. У подальші роки Вівальді не раз звертався до жанру сонати для одного та декількох інструментів. Другий опус Вівальді, опублікований у Венеції видавництвом Бортолі у 1709 році, містив 12 сонат для скрипки із супроводом чембало (італійська назва клавесина). У 1706 році відбувся перший публічний виступ Вівальді у палаці французького посольства. Імена віртуозних скрипалів, батька і сина Вівальді, згадуються і у виданні «Путівника по Венеції», підготовленого італійським картографом Вінченцо Коронеллі. У цей період Вівальді переїжджає з площі Брагора у новий, просторіший будинок у сусідній парафії Сан-Проволо.
У 1711 році були опубліковані 12 концертів «L'estro armonico» («Гармонійне натхнення»). У тому ж році він отримав гарантований річний оклад і став головним керівником концертів вихованок, з 1713 року директором жіночої консерваторії при «Шпиталеві милосердя».
У ці роки юний Вівальді посилено працює, поєднуючи викладацьку і композиторську діяльність. Його ім'я стає відомим у рідній Венеції, а з огляду на те, що Венеція на ту пору відвідувалася великою кількістю мандрівників, популярність Вівальді поширюється за межі Венеції. Так, у 1709 році під час прем'єри ораторії в «Шпиталі милосердя» Вівальді був представлений данському королю Фредеріку IV, якому згодом присвятив 12 скрипкових сонат. У 1712 році, під час перебування у Венеції, відбулася зустріч німецького композитора, капельмейстера з Бреслау Ґотфріда Штельцеля (нім. Gottfried Heinrich Stölzel) з Антоніо.

### Початок активної композиторської діяльності (1713—1718)
Вівальді розпочав свою кар'єру як оперний композитор. У 1713 році він написав триактову оперу «Ottone in villa» («Оттон на віллі»), прем'єра якої відбулась 17 травня того ж року на сцені провінційного «Театро делле Граціє» («Teatro delle Grazie») у Віченці. Ця опера є характерним зразком опери-серіа з її розтягненою дією та заплутаною сюжетною інтригою. Написана на лібрето Доменіко Лаллі, з яким Вівальді згодом не раз співпрацював, вона відтворює один з епізодів римської історії. За звичаєм солістами, які виконували і чоловічі і жіночі партії, виступали співаки-кастрати. Їх виконання поєднувало силу і блиск чоловічих голосів з легкістю та динамікою жіночих. Мабуть, постановка мала значний успіх, так як привернула увагу венеційських імпресаріо. Незабаром Вівальді отримав замовлення на нову оперу від Модотто, власника театру «Сан-Анджело», з котрим він підтримував контакт аж до своєї останньої опери «Фераспе» (1739). Через рік, у 1714 році, він створив свою другу оперу «Orlando finto pazzo» («Роланд — уявний божевільний»), написану на лібрето Граціо Брачіолі (італ. Grazio Braccioli), що була вільним трактування відомої поеми «Роланд несамовитий» італійського поета Лудовіко Аріосто. Незабаром композитор написав дві ораторії на латинські тексти, «Мойсей, бог фараонів» у 1714 році й «Тріумфуюча Юдиф» у 1716 році. Партитура його першої ораторії «Мойсей, бог фараонів» була згодом втрачена. У римській консерваторії Святої Сесілії зберігся лише текст ораторії із зазначенням імен виконавців, з якого видно, що всі партії, включаючи чоловічі персонажі, виконувалися дівчатами-вихованками. Ораторія «Тріумфуюча Юдиф», що відрізняється свіжістю мелодійного натхнення і тонкістю оркестрового колориту, належить до кращих творів Вівальді. З широким визнанням таланту композитора і педагога зростало і число учнів Вівальді, однак ні нові учні, ні великий обсяг композиторської роботи в консерваторії «П'єта» не могли відірвати Вівальді від інтенсивної роботи у театрі. У 1715 році він отримав замовлення від театру «Сан-Анджело» — 12 головних арій в опері «Nerone fatto Cesare» («Нерон, що став Цезарем»). У 1716 році Вівальді на замовлення театру «Сан-Анджело» написав ще одну оперу «L'incoronazione di Dario» («Коронація Дарія»). Цього ж року він написав оперу «La costanza trionfante degl'amori e de gl'odii» («Сталість, торжествуюча над любов'ю і ненавистю») для другого за значимістю венеційського театру «Сан-Мозе», з яким композитор був також тісно пов'язаний у наступні роки. Прем'єри цих опер відбулись на карнавалі 1716 року. Про те, що Вівальді стає знаменитим не лише у Венеції, але і за її межами, свідчить і те, що у 1718 році його опера «Scanderbeg» («Скандербег») ставиться на сцені флорентійського театру.
Прогресивний оперний стиль Вівальді завдавав йому деяких проблем у відносинах з консервативнішими музикантами, наприклад, такими як Бенедетто Марчелло — композитором і музичним критиком. Його стаття під назвою «Il Teatro Alla Moda» (1720) засуджує Вівальді та його опери, хоча не згадує його безпосередньо у тексті. Але в оформленні статті було зображено човен («Сант-Анджело»), на краю якого стоїть маленький ангел у головному уборі священика та грає на скрипці.
У листі, написаному Вівальді у 1737 році до свого покровителя маркіза Бентівольо, він згадує те, що написав «94 опери». Однак дослідниками його творчості було виявлено лише близько 50 опер й жодного документального свідчення про інші опери немає. Не зважаючи на те, що Вівальді написав багато опер у свій час, тим не менше, він не досягнув слави таких великих композиторів-сучасників як Алессандро Скарлатті, Йоганн Адольф Гассе, Леонардо Лео та Бальдассаре Ґалуппі.
Його найуспішнішими операми є «La Costanza trionfante» («Постійність, що торжествує над любов'ю і ненавистю») та «Farnace» («Фарначе»), кожна з яких відроджувалась на сцені по шість разів.
У цілому, період з 1713 до 1718 року вважається багатьма дослідниками найпродуктивнішим етапом у творчості композитора: за ці п'ять років він написав вісім опер.

### Життя в Мантуї (1719—1722)

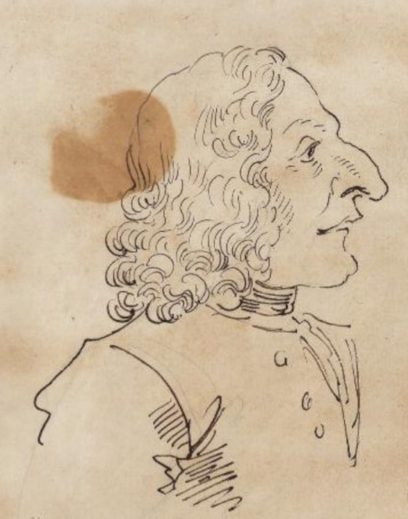
Карикатура на Вівальді — «Рудий священник», намальована у 1723 році італійським художником П'єр Леоне Гецці

У 1717 або 1718 році Вівальді було запропоновано нове престижне місце капельмейстера при дворі князя Філіппа Гессен-Дармштадт, губернатора міста Мантуї. Він перебрався туди і протягом трьох років написав декілька опер, серед яких був «Tito Manlio» («Тіто Манліо»). У 1721 році композитор був у Мілані, де він представив драму «La Silvia» («Сільвія»). Він знову відвідав Мілан у наступному році з ораторією «L'Adorazione delli tre Re Magi» («Поклоніння волхвів»). У 1722 році переїхав до Рима, де поставив свої опери нового стилю. Папа Бенедикт XIII запросив Вівальді грати для нього. У 1725 році Вівальді повернувся до Венеції і у тому ж році написав ще чотири опери.
Протягом цього періоду Вівальді написав чотири скрипкові концерти, кожен з яких відповідає чотирьом порам року і зображує сцени, які підходять для кожного сезону. Три з чотирьох концертів є оригінальною концепцією, в той час як перший, «Весна», запозичує мотиви «Sinfonia» з першого акту його опери «Il Giustino» («Гіустіно»), написаної тоді ж. Натхненням для концертів, ймовірно, послужила місцевість навколо Мантуї. Ці концерти виявилися революційними в музичній концепції: в них зображені потоки струмків, спів птахів, гавкіт собак, дзижчання комарів, плач пастухів, бурі, п'яні танцюристи, тихі ночі, полювання з точки зору мисливців та здобичі, катання на ковзанах дітей і тепло вогнища узимку. Кожен концерт пов'язаний з сонетом, у якому, можливо, Вівальді описував сцени, зображені в музиці. Ці концерти були опубліковані в Амстердамі у 1725 році
У Мантуї Вівальді знайомиться з оперною співачкою Анною Жиро (фр. Anna Giraud), дочкою французького перукаря. Це знайомство зробило значний вплив на подальшу долю Вівальді. У своїх посланнях до драматурга Карло Ґольдоні Вівальді представляє йому Анну Жиро як свою «старанну ученицю». На думку дослідників, саме Вівальді належить велика заслуга у становленні Анни Жиро як оперної співачки. Це цілком ймовірно, так як італійські оперні композитори зазвичай досконало знали секрети вокальної техніки. Сучасники відгукувалися про Анну як про майстерну та душевну співачку з приємним, хоча і скромним за діапазоном голосом. Карло Ґольдоні писав, що «вона була негарна, але дуже витончена, мала тонку талію, красиві очі, прекрасне волосся, чарівний ротик. У неї був посередній голосок, але безсумнівне акторське обдарування». Постійною супутницею Вівальді стала також сестра Ганни Жиро, Паоліна, яка стала свого роду медичною сестрою композитора і взяла на себе турботи про здоров'я композитора, який хворів бронхіальною астмою.
Після трирічної служби в Мантуї Вівальді разом з Анною і Паоліною повернувся до Венеції, де Анну гострі на язик венеційці називали «подругою рудого священника». У Венеції, обидві вони постійно жили в будинку Вівальді і супроводжували його в численних подорожах, пов'язаних в той час з небезпеками і труднощами. Ці занадто тісні для духовної особи взаємини з сестрами Жиро неодноразово викликали нарікання з боку церковників. Цьому сприяло і поява величезної кількості пліток та домислів навколо особи Вівальді. Порушення норм поведінки священика призвело до важких для Вівальді наслідків і загострення його відносин з церковною знаттю Папської області. Відомо, що у 1738 році кардинал-архієпископ міста Феррари заборонив Вівальді в'їзд у місто та служіння Меси через гріхопадіння композитора. Незважаючи на все це, він завжди з великою душевною твердістю відстоював честь і людську гідність супутниць свого життя, незмінно відгукуючись про них з глибокою повагою.

### Римський період (1723—1724)
У 1723 році відбулась його перша поїздка до Риму та постановка нової опери «Ercole sul Termodonte» («Геркулес на Термодонті»). Ця опера справила велике враження на римлян. Відомий флейтист, композитор і музичний теоретик Йоганн Йоахім Кванц, що прибув до Рима через півроку після прем'єри опери, відзначив, що «публіці так сподобався „ломбардський стиль“ Вівальді, що з тих пір вона не хотіла слухати іншої музики». В лютому 1724 року Вівальді знову відвідав Рим для участі у прем'єрі опери «Giustino» («Юстин» або «Джустино»). Третя опера «La virtù trionfante dell'amore, e dell'odio, overo Il Tirane» («Доброчесність, що торжествує над любов'ю і ненавистю»), написана у 1724 році й представлена у тому ж році на римському карнавалі, завершила тріумфальний успіх творів композитора в Римі. У цей же приїзд відбулась його аудієнція у папи Бенедикта XIII, для якого композитор виконав уривки з двох своїх творів. Хоч багато дослідників вважають, що Вівальді був прийнятий папою Бенедиктом XIII, на думку німецького дослідника Карла Геллера (нім. Karl Heller) це могла бути й аудієнція у його попередника Інокентія XIII. Якщо припускати що Вівальді був прийнятий Бенедиктом XIII, то це означає, що він пробув в Римі довше, ніж під час свого першого візиту, так як Бенедикт XIII був обраний папою лише 29 травня 1724 року.
У 1725 році в Амстердамі було видано цикл з 12 концертів «Il Cimento dell'Armonia e dell'Invenzione» («Спір гармонії та винаходу»), написаний ним приблизно у 1720 році. Всесвітньо відомі «Чотири пори року» («Le quattro stagioni»), чотири перші концерти цього циклу уже тоді справили незабутнє враження на слухачів своєю шаленою пристрастю і новаторством. Жан-Жак Руссо, що працював тоді у французькому посольстві у Венеції високо цінував музику Вівальді й любив сам виконувати дещо з цього циклу на улюбленій ним флейті. Також широко відомі є концерти Вівальді — «La notte» («Ніч»), «Il cardellino» («Щиглик»), для флейти з оркестром, що відрізняються художньою образністю і гармонійною щедрістю, властивою його творам, а також духовні твори: «Gloria», «Magnificat», «Stabat Mater», «Dixit Dominus».

### Останні роки життя (1725—1741)
На піку своєї кар'єри Вівальді отримав комісійні від європейської знаті й королівської сім'ї. Серенада (кантата) «Gloria Imeneo» («Глорія та Ігоменей») була виконана у 1725 році французьким послом у Венеції на святкуванні шлюбу Людовика XV. Наступного року було написано другу серенаду — «La Sena festeggiante» («Святкова Сена»), прем'єра якої відбулась у посольстві Франції на честь святкування народження французьких королівських принцес — Генрієтти та Луїзи Елізабет.
«La Cetra» («Цитра») була присвячена Вівальді імператору Карлу VI. У 1728 році Вівальді зустрів імператора, коли той відвідав Трієст, що спостерігати за будівництвом нового порту. Карл захоплювався музикою Рудого Священика настільки, що, кажуть, він розмовляв з композитором під час однієї зустрічі довше, ніж зі своїми міністрами протягом двох років. Він нагородив Вівальді званням лицаря, золотою медаллю і запросив до Відня. У відповідь Вівальді подарував імператорові рукописну копію «La Cetra».
У 1730 році Вівальді попрямував до Відня і Праги у супроводі свого батька, де була поставлена його опера «Farnace» («Ферначе»). Деякі з його пізніших опер були створені у співробітництві з двома значними письменниками Італії того часу. Лібрето «Олімпіади» і «Катоне в Утіку» були написані П'єтро Метастазіо, придворним поетом з Відня. «Грізельда» була переписана молодим Карло Гольдоні з раніше написаного лібрето Апостоло Дзено.
Як і багато композиторів того часу, в останні роки життя Вівальді зазнавав фінансових труднощів. Його композиції були вже не в такій пошані, як колись у Венеції; зміна музичних смаків швидко зробили їх застарілими. Вівальді вирішив продати велику кількість рукописів за нікчемними цінами, щоб забезпечити свій переїзд до Відня. Причини від'їзду Вівальді з Венеції неясні, але цілком імовірно, що після успішної зустрічі з імператором Карлом VI він хотів обійняти посаду композитора при імператорському дворі. Також можливо, що Вівальді поїхав до Відня, щоб зробити постановку своїх опер. Однак незабаром після приїзду композитора до Відня Карл VI помер, залишивши його без королівського захисту та джерела прибутку. Розпочалась війна за австрійську спадщину — Відню було не до Вівальді, і композитор ненадовго виїхав для пошуку нової роботи до Дрездена, де найімовірніше сильно захворів. Усіма забутий, хворий і без засобів до існування він повернувся до Відня, де і помер 28 липня 1741 року, у віці 63 років. Квартальний лікар зафіксував смерть «преподобного дона Антоніо Вівальді від внутрішнього запалення». 28 липня він був похоронений у звичайній могилі на кладовищі для бідняків за скромну плату 19 флоринів 45 крейцерів (могила Вівальді у Відні не збереглася). Через місяць сестри Маргарита і Жанетта отримали повідомлення про смерть Антоніо. 26 серпня судовий пристав описав його майно в рахунок погашення боргів.

## Заслуги композитора
Не так відомо те, що більшість його репертуару була знову відкрита лише в першій половині 20-го століття в Турині та Генуї, але опублікована у другій половині. Музика Вівальді інноваційна, ламає усталені звичайні схеми; він дав яскравість формальній та ритмічній структурі концерту, повторно шукаючи гармонійні контрасти, і винайшов інноваційні мелодії і теми. Більш того, Вівальді був здатний створити неакадемічну музику, особливо призначену для поціновування широкою аудиторією, а не лише інтелектуальною меншістю. Популярність скоро зробила його відомим також у країнах, таких як Франція, на той час дуже закритих у своїх національних традиціях.
Він вважається одним з композиторів, що почали розвивати музику бароко до стилю імпресіонізму. Вівальді також відзначають первісником романтичних музикантів. Концерти і арії Вівальді мали глибокий вплив на Йогана Себастьяна Баха (що відгукнулось у його Страстях і кантатах). Бах переклав декілька концертів Вівальді для соло клавіатури, і декілька для оркестру, разом із відомими Concerto for Four Violins and Violoncello, Strings and Continuo (RV 580). Однак не всі музиканти показали такий ентузіазм: Ігор Стравінський провокативно казав, що Вівальді написав не сотні концертів, а один концерт, повторений сотні разів.

## Вівальді у мистецтві
Збереглося кілька творів мистецтва, на яких зображено Вівальді. Так, в 1723 і 1725 роках портрети композитора були написані французьким художником Франсуа Морелон де ля Каве, однак найвідоміший кольоровий портрет — це лише передбачуваний портрет Вівальді, так як підпису його прізвища на ньому немає, а припущення, що на ньому зображений великий композитор, зроблено лише через те, що портрет виявлений у Венеції і зображує скрипаля (а Вівальді був скрипалем-віртуозом). Зовнішня несхожість цього портрета з іншими і відсутність на ньому ініціалів композитора дають підстави сумніватися в тому, що кольоровий портрет дійсно зображує Вівальді. Одна з картин зберігається в Міжнародному музеї музики (Museo internazionale e biblioteca della musica) в Болоньї. У 1723 році італійським художником П'єр Леоне Гецці була намальована карикатура на композитора — «Рудий священик».

## Творчість
Антоніо Вівальді є автором 90 опер, у тому числі «Роланд Несамовитий» (Orlando furioso), «Нерон, що став Цезарем» (Nerone fatto Cesare, 1715, там само), «Коронація Дарія» (L'incoronazione di Dario, 1716, там само), «Обман, що тріумфує в любові» (L'inganno trionfante in amore, 1725, там само), «Фарначе» (1727, там же, пізніше також під назвою «Фарначе, правитель Понта»), «Кунегонда» (1727, там само), «Олімпіада» (1734, там само), «Гризельда» (1735, театр «Сан-Самуеле», Венеція), «Арістід» (1735, там само), «Оракул в Мессенії» (1738, театр «Сант-Анджело», Венеція), «Ферасп» (1739, там само); ораторії — «Мойсей, бог фараона» (Moyses Deus Pharaonis, 1714), «Тріумфуюча Юдиф» (Juditha Triumphans devicta Holo-fernis barbarie, 1716), «Поклоніння волхвів» (L'Adorazione delli tre Re Magi, 1722) та ін;
Автор понад 500-а концертів, в їх числі:
- 44 концерти для струнного оркестру і бассо континуо;
- 49 концерти гроссо;
- 352 концертів для одного інструмента з супроводом струнного оркестру та/або бассо контінуо (253 для скрипки, 26 для віолончелі, 6 для віоли д'амур, 13 для поперечної, 3 для подовжньої флейт, 12 для гобоя, 38 для фагота, 1 для мандоліни);
- 38 концертів для 2 інструментів з супроводом струнного оркестру та/або бассо контінуо (25 для скрипки, 2 для віолончелі, 3 для скрипки і віолончелі, 2 для валторн, 1 для мандолін);
- 32 концерту для 3-х і більше інструментів з супроводом струнного оркестру та/або бассо контінуо.
- Автор понад 100-а сонат для різних інструментів з супроводом бассо контінуо; світських кантат, серенад, симфоній, Stabat Mater та інших церковних творів.

Один з найвідоміших творів — перші 4 концерти з 8-го опусу, циклу з 12 скрипкових концертів — «Чотири пори року» — ранній зразок програмної симфонічної музики. Вівальді вніс істотний внесок у розвиток інструментування, він першим застосував гобої, валторни, фаготи та інші інструменти як самостійні, а не дублюючі.

### Список творів
Антоніо Вівальді є автором творів різних жанрів, найбільше — інструментальних концертів. Його творча спадщина включає:
- 27 опер, зокрема
  - Роланд — уявний божевільний (Orlando fiato pozzo, 1714, театр «Сант-Анджело», Венеція),
  - Нерон, що став Цезарем (Nerone fatto Cesare, 1715, там само),
  - Коронація Дарія (L'incoronazione di Daria, 1716, там само),
  - Обман, що тріумфує в любові (L'inganno trionfante in amore, 1725, там само),
  - Фарначе (1727, там само, пізніше також за назвою Фарначе, правитель Понта),
  - Кунегонда (1727, там само),
  - Олімпіада (1734, там само),
  - Гризельда (1735, театр «Сан-Самуэле», Венеція),
  - Аристид (1735, там само),
  - Оракул у Мессенії (1738, театр «Сант-Анджело», Венеція),
  - Ферасп (1739, там само)

- ораторії-
  - Мойсей, бог фараона (Moyses Deus Pharaonis, 1714),
  - Тріумфуюча Юдиф (Juditha Triumphans devicta Holo-fernis barbarie, 1716),
  - Поклоніння волхвів (L'Adorazione delli tre Re Magi, 1722);

- 56 світських кантат, у тому числі
  - 37 для голосу з бассо контінуо,
  - 14 кантат для голосу зі струнним оркестром
  - велика кантата Глоріа й Гіменей (1725);

- серенади для 1-4 голосів-
  - у том числі Сена, що святкує (La Senna festeg-giante, 1729);

- духовна музика (близько 55 творів) у тому числі Stabat Mater, мотети, псалми та інші;

- інструментальні твори, зокрема 76 сонат (з бассо контінуо), зокрема:
  - 30 для скрипки,
  - 19 для 2 скрипок,
  - 10 для віолончелі,
  - 1 для скрипки і віолончелі,
  - 2 для лютні і скрипки,
  - 2 для гобоя;
- та 465 концертів, в тому числі:
  - 49 concerti grossi,
  - 228 для скрипки, серед яких популярний цикл «Пори року»
  - 27 для віолончелі
  - 6 для віоли д'амур
  - 13 для поперечної і 3 для поздовжної флейти
  - 12 для гобоя
  - 39 для фагота
  - 1 для мандоліни
  - 25 для двох скрипок
  - 2 для двох віолончелей,
  - 3 для скрипки і віолончелі,
  - 2 для двох валторн,
  - 1 для двох мандолін,
  - 32 концерти для 3 і більше інструментів.

## Мультимедіа
Фрагменти з циклу «Пори року» в форматі Ogg vorbis
- Весна. Частина 1 Allegroⓘ
- Весна. Частина 2 Largoⓘ
- Весна. Частина 3 Allegroⓘ
- Літо. Частина 1 Allegro non moltoⓘ
- Літо. Частина 2 Adagioⓘ
- Літо. Частина 3 Prestoⓘ
- Осінь. Частина 1 Allegroⓘ
- Осінь. Частина 2 Allegro moltoⓘ
- Осінь. Частина 3 Allegroⓘ
- Зима. Частина 1 Allegro non moltoⓘ
- Зима. Частина 2 Largoⓘ
- Зима. Частина 3 Allegroⓘ

## Пам'ять
Іменем Антоніо Вівальді названі:
- кратер на планеті Меркурій.
- італійський інститут в Сієні, (очолював Франческо Малипьеро).
- астероїд 4330 Вівальді[20].
- У місті Кривий Ріг є вулиця Вівальді.

## Цікаве
Під час відспівування в церковному хорі співав дев'ятирічний хлопчик Йозеф Гайдн.